# Живкі
Живкі (пол. Żywki, нім. Siewken) — село в Польщі, у гміні Круклянки Гіжицького повіту Вармінсько-Мазурського воєводства.
Населення — 193 особи (2011).
У 1975-1998 роках село належало до Сувальського воєводства.

## Демографія
Демографічна структура станом на 31 березня 2011 року:
|          | Загалом | Допрацездатний вік | Працездатний вік | Постпрацездатний вік |
| -------- | ------- | ------------------ | ---------------- | -------------------- |
| Чоловіки | 95      | 17                 | 67               | 11                   |
| Жінки    | 98      | 22                 | 56               | 20                   |
| Разом    | 193     | 39                 | 123              | 31                   |